# 쪽구름도서관
쪽구름도서관은 전북특별자치도 전주시에 있는 도서관이다.

## 연혁
- 2014년 5월 16일 개관

## 시설현황
- 4층: 종합자료실, 전자정보코너, 강의실
- 3층: 어린이실, 자유열람실, 노트북실, 휴게실
- 지하1층: 주차장

## 이용 안내
이용 시간
- 일반자료실: 화~금 09:00 ~ 19:00 / 토·일 09:00 ~ 17:00
- 아동실: 화~금 09:00 ~ 18:00 / 토·일 09:00 ~ 17:00
- 전자정보실: 화~금 09:00~18:00 / 토·일 09:00 ~ 17:00
- 열람실: 3~10월 평일 07:00 ~ 23:00, 토ㆍ일ㆍ공휴일 07:00 ~ 22:00 / 11~2월 매일 08:00 ~ 22:00

휴관일
- 명절(신정, 설날, 추석) 당일은 휴관
- 자료실: 매주 월요일 및 법정공휴일 휴무